# Ala ad-Din Atsiz
Ala ad-Dunya wa-d-Din (meist aber nur Ala ad-Daula) Abu l-Muzaffar Qizil-Arslan Atsiz (persisch علاء الدنيا والدين (علاء الدولة) أبو المظفر  قزل ارسلان اتسز, DMG ʿAlāʾ ad-Dunyā wa-ʼd-Dīn (ʿAlāʾ ad-Daula) Abū ʼl-Muẓaffar Qïzïl-Arslan Atsïz; † 30. Juli 1156) aus der Dynastie der Anuschteginiden (reg. 1077–1231) war 1127/28–1156 Choresm-Schah, sein Name bedeutet „der Namenlose“. Er führte auch den Titel al-malik al-aʿẓam (davor: al-malik al-muʿaẓẓam und al-malik al-muẓaffar). Einige wenige in seinem Namen geprägte Münzen sind bekannt.
Nachdem Atsiz seinem Vater, Schah Muhammad I., 1127/28 reibungslos auf den Thron gefolgt war, herrschte er zunächst wie dieser als treuer Vasall der Großseldschuken und pflegte ein ausgesprochen gutes Verhältnis zu seinem mächtigen Oberherren Sultan Sandschar, welchem er auf dessen Feldzügen nach Samarkand (1130) und Ghazna (1135/36) begleitete.
Gleichzeitig baute der ehrgeizige Choresm-Schah aber auch seine eigene Macht aus, indem er sich verstärkt türkischer Nomadenstämme bediente, um eine schlagkräftige Armee aufzustellen, mit der er alsbald das Ustjurt-Plateau mit der Halbinsel Mangyschlak sowie die Region am Unterlauf des Syrdarjas mit der wichtigen Stadt Dschand eroberte.
Dieser stetige Machtzuwachs Atsiz’ führte ab ca. 1135 zu ersten Spannungen mit Sandschar, welche schließlich darin gipfelten, dass der Anuschteginide drei Mal (1138/39, 1141/42 und 1143/44) versuchte, sich von der seldschukischen Oberherrschaft zu befreien. So gelang es ihm bei seiner zweiten Revolte vorübergehend die Städte Merv und Nischapur zu besetzen. Während der dritten Revolte beauftragte er zwei Assassinen mit der Ermordung Sultan Sandschars, welcher nach Atsiz’ erster Revolte dessen Sohn Atligh (Atlïġ) hatte hinrichten lassen. Sandschar konnte jedes Mal Atsiz schlagen und Choresm besetzen, musste sich aber darauf beschränken, den rebellischen, von den Choresmiern unterstützten Schah wieder seiner Oberherrschaft zu unterwerfen, anstatt ihn ganz abzusetzen (1143/4 und 1147/8).
Zur Oberhoheit Sandschars, während dessen von 1153 bis 1156 dauernder Gefangennahme durch aufständische Oghusen sich Atsiz im Großen und Ganzen tatsächlich loyal verhielt und auf einen vierten Rebellionsversuch verzichtete, kam ab 1141 außerdem die der nichtmuslimischen Qara-Chitai, welche (aus Nordchina vertrieben) nach Westen gezogen waren und infolge eines Sieges über die Seldschuken (in der Schlacht von Qatwan) fast ganz Turkestan (einschließlich Choresm) unterworfen hatten. Die neue Vormacht Zentralasiens mischte sich jedoch kaum in die inneren Angelegenheiten Choresms ein und begnügte sich mit jährlichen Tributzahlungen.
Ala ad-Dunya wa-d-Din Atsiz – welcher zu Recht als Initiator jener energischen Expansionspolitik gilt, welche unter seinen Nachfolgern zur Errichtung eines mächtigen Großreiches führen wird – verstarb also 1156 (im Alter von 95 Jahren) trotz allem als Vasall der Großseldschuken und der Qara-Chitai. Auf den Thron der Choresm-Schahs folgte ihm sein ältester Sohn und bisheriger Statthalter in Dschand Il-Arslan (reg. 1156–1172).
Das Patronat der Künste wurde auch am Hofe der aufstrebenden Choresm-Schahs ausgeführt und so befand sich im Gefolge des als besonders kultiviert beschriebenen Atsiz’ unter anderem der berühmte Literat Raschid ad-Din Vatvat, welcher seinem Gönner als Panegyriker und Staatskanzleichef diente.
Noah Gordon benutzte Versatzstücke aus Atsiz Leben in seinem Roman Der Medicus.